# 马克·沙特尔沃思
马克·理查德·沙特尔沃思（英語：Mark Richard Shuttleworth，1973年9月18日—），是南非的一位企业家。2002年，他成为世界上第二名自资的太空游客，也是首位进入太空的非洲人。
马克目前居住于伦敦，并持有南非和英国双国籍。

## 早年生涯
沙特尔沃思在南非開普敦市主教學院接受教育，其后在開普敦大學取得了财务和信息系统双学位。1995年，他成立了Thawte，致力于数字认证与网络安全，1999年12月，他将该企业卖给了VeriSign，获得35亿南非兰特（当时约值5亿7500万美元）。
随后他成立了HBD风险投资公司，从事商业孵化与风险投资。他还成立了沙特尔沃思基金会，这个非营利组织旨在推动社会进步，同时也为南非的一些教育项目提供资金。
2004年3月，他成立了Canonical有限公司，致力推广自由软件和开源软件及提供商业服务。

## 太空飞行

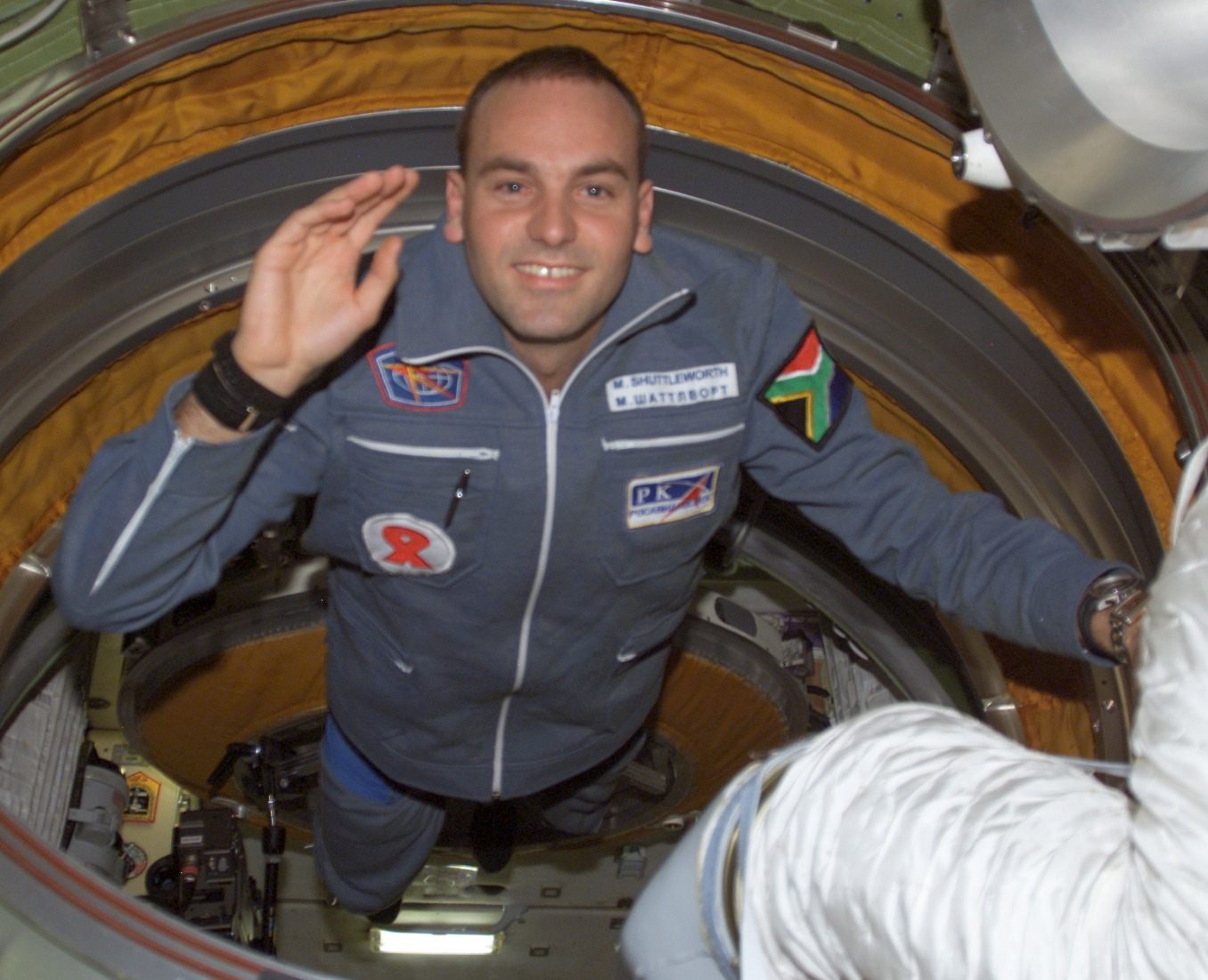
2002年4月27日，马克·沙特尔沃思到达国际空间站

2002年4月25日，马克作为平民宇航员，搭乘俄罗斯联盟TM-34号宇宙飞船前往太空，为此他花费了两千万美元，同时也赢得了全世界的瞩目。经过两天航行，联盟号飞船抵达国际空间站，在空间站的八天时间里，他参与了艾滋病疫苗的试验以及基因方面的研究。5月5日，返回地球。为了这次航行，舍特尔沃斯花了一年时间进行前期训练与准备，包括在莫斯科的星城待了七个月。
在太空期间他通过无线电与纳尔逊·曼德拉及一个14岁病危的南非女孩Michelle Foster进行了通讯。Michelle在对话中，一度要求他娶她为妻，而马克婉转地避开了这个要求，说这是“他的榮幸”，然后继续对话。与Michelle的连线机会由梦想成真（Reach for a Dream）基金会提供，两天之后她因癌症逝世。

## 开发者
上世纪90年代的时候，马克已经是Debian早期开发者之一。
2001年，他成立了Shuttleworth基金会，是一个致力社会创意的发展，同时资助南非的教育类开源软件项目。
2004年，他重返GNU/Linux世界，通过他的Canonical有限公司资助Ubuntu Linux的开发。
2005年，他成立了Ubuntu基金会，提供了一千万美元的启动资金，作为維持Ubuntu運作的應急儲備。
2006年，他成为KDE的当前最高级赞助商。
马克曾到中国大陸的北京、上海等地参加发布会。也曾在2006年訪台，並在台灣大學發表演講。